# Internationaler Lutherischer Rat
Der Internationale Lutherische Rat (englisch: International Lutheran Council – ILC) ist ein Bund konfessionell lutherischer Kirchen in der Welt. Er repräsentiert ca. 7,15 Mio. Lutheraner in 57 Mitgliedskirchen und 2 kirchlichen Organisationen (Stand: 2024) und ist nach dem Lutherischen Weltbund (LWB – ca. 70 Millionen Lutheraner) der zweitgrößte lutherische Bund.

## Geschichte
Die Ursprünge des Internationalen Lutherischen Rates gehen zurück auf ein Treffen von konfessionell lutherischen Kirchen in Uelzen im Jahr 1952. Eine weitere Konferenz im Jahr 1959 in Oakland, Californien USA, beschäftigte sich mit der Thematik „Kirchengemeinschaft zwischen unseren Kirchen“. Für diese noch informellen Zusammenkünfte gaben sich diese lutherischen Kirchen 1963 den Namen „Internationale lutherisch-theologische Konferenz“. Während der drei folgenden Jahrzehnte gab es weitere 11 informelle Treffen von lutherischen Bischöfen und Präsides. Der Internationale Lutherische Rat in seiner heutigen offiziellen Gestalt wurde 1993 in Antigua, Guatemala, gegründet, wo diese lutherischen Kirchen sich auch eine Verfassung gegeben haben.
Im Jahr 2025 schloss der ILC die Lutherische Kirche Australiens und Neuseelands sowie die Japanische Lutherische Kirche aus, da in diesen die Frauenordination eingeführt worden war.

## Konfessionelle Grundlage
Der Internationale Lutherische Rat ist eine weltweite Gemeinschaft von konfessionell lutherischen Kirchen, die das Evangelium von Jesus Christus auf der Grundlage der Heiligen Schrift, verstanden als inspiriertes und unfehlbares Wort Gottes, glauben, lehren, bekennen und leben, und der lutherischen Bekenntnisschriften, die sie als wahre und glaubwürdige Auslegung des Wortes Gottes betrachten.
Detailliertere Erläuterungen zu Unterschieden gegenüber anderen theologischen Richtungen innerhalb des Luthertums finden sich z. B. hier.

## Aufgaben und Ziele
Der ILC hat sich zur Aufgabe gemacht, konfessionell lutherische Theologie in Lehre und Leben zu vertreten und auszubreiten. Dies soll geschehen durch
1. gemeinsame theologische Studien
2. gegenseitige Unterstützung der Mitgliedskirchen
3. Unterstützung von lutherischer Mission
4. gemeinsame theologische Ausbildung durch theologische Professoren, Hochschulen, lutherische Missionsgesellschaften und diakonische Hilfe
5. Förderung der Kommunikation zwischen den konfessionell lutherischen Kirchen in der Welt u. a. durch Veröffentlichungen, wie z. B. ILC-News.
6. Veröffentlichung von konfessionell lutherischer Literatur

## Organisatorischer Aufbau
Die offiziellen Amtsgeschäfte des ILC üben der Vorsitzende, der Vizevorsitzende und der Generalsekretär aus. Daneben gibt es einen Exekutivausschuss, der aus dem Vorsitzenden, Vizevorsitzenden, dem Generalsekretär und zusätzlichen Repräsentanten aus Afrika, Ostasien, Südasien, Europa, Lateinamerika und Nordamerika bestehen. Dieses Gremium hat die Aufgabe, sich der Ziele anzunehmen und sie umzusetzen.
Der Generalsekretär hat die Aufgabe administrative und technische Unterstützung für die Mitgliedskirchen zu leisten. Der derzeitige (2010) Generalsekretär ist der vormalige leitende Geistliche der Lutherischen Kirche Kanada, Ralph Mayan. Die lutherischen Mitgliedskirchen sind nach Anzahl ihrer getauften Glieder gehalten sich an den Kosten für die Aufgaben des ILC zu beteiligen. Alle zwei Jahre findet eine Konferenz der Mitgliedskirchen statt. Derzeit (2007) gehören zum ILC 34 Mitgliedskirchen. Neben der Vollmitgliedschaft gibt es die Möglichkeit der assoziierten Mitgliedschaft, den Beobachtungsstatus und die Mitgliedschaft für kirchliche Organisationen, die kein Kirchenkörper sind. Der ILC an sich ist kein Kirchenkörper und übernimmt keine kirchlichen Funktionen.

## Vorsitzende

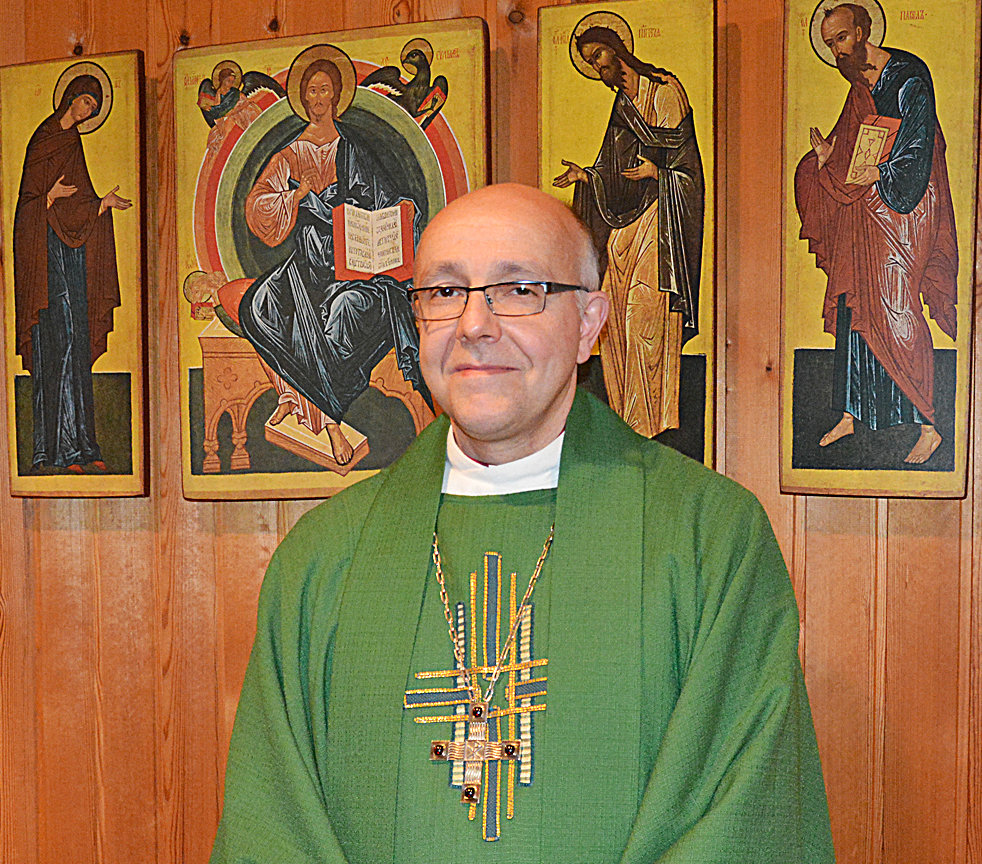
Bischof Hans-Jörg Voigt

1. 1998–2007 Präses Ralph Mayan, Lutherische Kirche – Kanada
2. 2007–2010 Präses Gerald B. Kieschnick, Lutheran Church – Missouri Synod
3. 2010–2022 Hans-Jörg Voigt, Selbständige Evangelisch-Lutherische Kirche zunächst als Interimsvorsitzender und seit 20. September 2012 als regulärer Vorsitzender
4. seit 2022 Juhana Pohjola, Evangelisch-lutherische Missionsdiözese in Finnland

## Tagungsorte und Hauptthemen
- Berlin (Deutschland) 2005
- Accra (Ghana) 2007 – Thema: Als versöhnte Kinder Gottes leben
- Pretoria (Südafrika) 2007
- Korea (Südkorea) 2009
- Toronto (Kanada) 2012
- Buenos Aires (Argentinien) 2015 (25. Weltkonferenz)
- Antwerpen (Belgien) 2018 (26. Weltkonferenz)
- Kisumu (Kenia) 2022

## Mitgliedskirchen
Afrika
- Benin: Lutherische Kirche in Afrika – Benin Synode
- Burkina Faso: Evangelisch-Lutherische Kirche von Burkina Faso
- Ghana: Evangelisch-Lutherische Kirche Ghanas
- Evangelisch-Lutherische Kirche in Kenia
- Liberia: Evangelisch-Lutherische Kirche von Liberia
- Madagaskar: Fiangonana Loterana Malagasy
- Nigeria: Lutherische Kirche von Nigeria
- Ruanda: Lutherische Mission in Afrika – Synode von Thousand Hills (Beobachtungsstatus)
- Südafrika:
  - Freie Evangelisch-Lutherische Synode in Südafrika
  - Lutherische Kirche im südlichen Afrika
  - Konfessionell-lutherische St. Petrus Synode von Südafrika (Beobachtungsstatus)
- Südsudan: Evangelisch-Lutherische Kirche des Südsudan
- Tansania:
  - Diözese südöstlich des Viktoriasees der Evangelisch-Lutherischen Kirche in Tansania (kirchliche Organisation)
  - Tanganjikasee-Diözese der Evangelisch-Lutherischen Kirche in Tansania (kirchliche Organisation)
- Togo: Lutherische Kirche von Togo
- Uganda: Lutherische Kirche von Uganda

Asien
- Hong Kong: Lutherische Kirche – Hong Kong Synode
- Indien: Indische Evangelisch-Lutherische Kirche
- Indonesien: Indonesische Lutherische Christliche Kirche (Beobachtungsstatus)
- Korea: Lutherische Kirche in Korea
- Myanmar: Lutherische Kirche Myanmars
- Papua-Neuguinea: Lutherische Gutnius-Kirche
- Philippinen: Lutherische Kirche auf den Philippinen
- Sri Lanka:
  - Lanka Lutherische Kirche
  - Evangelisch-Lutherische Kirche Ceylon
- Taiwan:
  - Chinesische Evangelisch-Lutherische Kirche (Republik China / Taiwan)
  - Lutherische Kirche der Republik China (Beobachtungsstatus)

Europa
- Belgien: Evangelisch-Lutherische Kirche in Belgien
- Dänemark: Evangelisch-Lutherische Freikirche von Dänemark (assoziiertes Mitglied)
- Deutschland: Selbständige Evangelisch-Lutherische Kirche
- England: Evangelisch-Lutherische Kirche von England
- Finnland: Evangelisch-Lutherische Missionsdiözese Finnland
- Frankreich: Evangelisch-Lutherische Kirche – Synode von Frankreich
- Lettland: Evangelisch-Lutherische Kirche Lettlands
- Norwegen:
  - Lutherische Kirche in Norwegen (LKN)
  - Evangelisch-Lutherische Diözese in Norwegen
- Portugal: Portugiesische Evangelisch-Lutherische Kirche
- Russland:
  - Evangelisch-Lutherische Kirche des Ingermanlandes in Russland
  - Sibirische Evangelisch-Lutherische Kirche (SELC)
- Schweden: Missionsprovinz in Schweden
- Türkei/Bulgarien: Lutherische Kirche Istanbul (ILK) / Evangelisch-Lutherische Kirche von Bulgarien (ELCB) (Beobachtungsstatus)

Südamerika
- Argentinien: Evangelisch-Lutherische Kirche von Argentinien (IELA, 1986 verselbstständigter Missionsdistrikt der Missouri-Synode)
- Bolivien: Christliche Evangelisch-Lutherische Kirche von Bolivien (assoziiertes Mitglied)
- Brasilien: Evangelisch-Lutherische Kirche von Brasilien
- Chile: Bekennende Lutherische Kirche von Chile (bis 2007: Evangelisch-Lutherische Kirche der Republik Chile, IELCHI)[2]
- Paraguay: Evangelisch-Lutherische Kirche von Paraguay
- Peru: Evangelisch-Lutherische Kirche – Peru (assoziiertes Mitglied)
- Uruguay: Lutherische Kirche von Uruguay
- Venezuela: Lutherische Kirche von Venezuela

Mittelamerika
- Guatemala: Lutherische Kirche von Guatemala
- Haiti: Evangelisch-Lutherische Kirche von Haiti
- Mexiko: Lutherische Synode von Mexiko
- Nicaragua: Lutherische Kirche – Synode von Nicaragua (ILSN)

Nordamerika
- Kanada: Lutherische Kirche – Kanada
- U.S.A.:
  - Lutherische Kirche – Missouri-Synode (LCMS)
  - Amerikanischer Bund lutherischer Gemeinden (AALC)
  - Lutheran Ministerium and Synod–USA (LMS–USA)

## Kontaktgespräche ILC – LWB
Neben dem ILC gibt es den an Mitgliedern größeren Lutherischer Weltbund (LWB) als Zusammenschluss lutherischer Kirchen. Zwischen dem ILC und dem LWB kam es in jüngster Zeit zu Kontaktgesprächen mit einem Abschlusskommuniqué mit dem Titel „Was uns eint – was uns trennt“.